# 977
Cette page concerne l'année 977  du calendrier julien. Pour l'année 977 av. J.-C., voir 977 av. J.-C.
L'année 977 est une année commune qui commence un lundi.

## Événements
- 16 janvier : Adalbéron est nommé évêque de Laon par le roi Lothaire dont il est le chancelier. Accusé d'adultère avec la reine Emma par le frère du roi, Charles, il est innocenté lors d'un synode convoqué par l'archevêque Adalbéron de Reims et Charles est banni[1].
- 24 février-17 avril[2] : le vizir Almanzor quitte Cordoue vers le Nord-Ouest, passe le Guadiana, puis le Tage pour assiéger la forteresse chrétienne d'al-Hamma (Baños de Ledesma (es)), dans l'actuelle province de Salamanque ; il fait deux mille prisonniers[3].
- 1er juillet : victoire de ‘Adud ad-Dawlah (936-983), prince buyide, sur son cousin Izz ad-Dawla à Ahvaz[4]. Après sa victoire définitive en 978, il réunit toutes les possessions de la famille buyide sous son autorité (Fars, Médie, Irak). Il construit des mosquées et rénove le réseau d’irrigation en Irak.
- 1er octobre : Henri le Querelleur, qui s'est allié avec Henri de Carinthie, assiégé par l'empereur Otton II à Passau, capitule. Henri le Querelleur est de nouveau emprisonné, Henri de Carinthie est destitué et exilé jusqu'en 985[5].
- 31 octobre : charte de l'évêque Honorat de Marseille introduisant la règle de saint Benoit à l'abbaye Saint-Victor de Marseille[6].
- Novembre ou décembre[7] : à la mort de Gisolf Ier de Salerne, Pandulf Tête de Fer, prince de Capoue et de Bénévent hérite de sa principauté[8].

- L'empereur germanique Otton II, confère le duché de Basse-Lotharingie au frère du roi Lothaire , Charles[9].
- Le gouverneur ziride d'Ifriqiya Bologhine ibn Ziri obtient du calife fatimide al-Aziz les villes de Tripoli, Ajdabiya et Syrte[10].
- Les Ismaéliens (Chiites), basés au Yémen, s’emparent de Multân, en Inde, par surprise[11].
- Subuktigîn succède au Ghaznavide Alptegin à Ghaznî (fin en 997) et agrandit ses possessions (Balkh, Kunduz, Kandahar, Kabul), tout en reconnaissant l’autorité des Samanides de Boukhara[12].
- Guerre civile entre les fils de Sviatoslav pour la succession à la tête de l’État de Kiev.  Iaropolk est victorieux. Oleg est tué et Vladimir Ier doit s’exiler en Scandinavie auprès d’Olaf Tryggvason (fin en 980)[13].
- Charte de refondation du monastère de Squirs (prieuré de La Réole) par Guillaume Sanche et son frère Gombaud, évêque de Bazas, qui est soumis à l'abbaye de Saint-Benoît-sur-Loire[14]. La famille comtale des Sanche s’impose sur la rive gauche de la Garonne et s’approprie le titre de duc de Gascogne[15].